# Picasa
Picasa er et tidligere gratis billedealbumsprogram fra Google.

## Programmet
Picasa gav brugere mulighed for at sortere billeder i albums og lægge effekter på og redigere dem. Picasa havde funktioner så som rød-øje fjernelse, tilpasning af farver, backup funktion, udskrivning (også over nettet mod betaling), slide show, cd-brænding mm. Med tjensten Picasa Web Album fik brugere et område med gratis plads på en af Googles servere til at uploade billeder på, og man kunne mod betaling få mere plads. De albums der blev uploadet kunne offenliggøres eller deles med udvalgte brugere.
I februar 2015 meddelte Google at både Picasa-programmet og Picasa Web Album-tjenesten blev udfaset og erstattet af Google Photos.